# Резолюция Совета Безопасности ООН 1351
Резолюция Совета Безопасности Организации Объединённых Наций 1351 была принята 30 мая 2001 года после рассмотрения доклада Генерального секретаря Кофи Аннана относительно Сил Организации Объединенных Наций по наблюдению за разъединением (СООННР) и подтверждения резолюции 1308 (2000), Совет продлил их мандат ещё на шесть месяцев, до 30 ноября 2001 года.

## Подробности
В резолюции содержался призыв к заинтересованным сторонам немедленно выполнить резолюцию 338 (1973) и содержалась просьба к Генеральному секретарю представить доклад о ситуации по истечении этого периода.
В докладе Генерального секретаря во исполнение предыдущей резолюции по СООННР говорилось, что ситуация между Израилем и Сирией оставалась спокойной, без серьезных инцидентов, хотя ситуация на Ближнем Востоке в целом оставалась опасной до тех пор, пока не было достигнуто урегулирование. В ней отмечалось, что обе стороны сотрудничали с СООННР, а также подчеркивалась опасность минных полей.

## Положение Резолюции 1351
Совет Безопасности
1. Призывает соответствующие стороны незамедлительно осуществить его резолюцию 338 (1973) от 22 октября 1973 года; 
2. Постановляет продлить мандат Сил Организации Объединенных Наций по наблюдению за разъединением на дополнительный период в шесть месяцев, т.е. до 30 ноября 2001 года; 
3. Просит Генерального секретаря представить в конце этого периода доклад о развитии ситуации и принятых мерах по осуществлению резолюции 338 (1973).